# Chechek (cràter)
Chechek és un cràter d'impacte en el planeta Venus de 7,2 km de diàmetre. Porta el nom d'un antropònim tuvà, i el seu nom va ser aprovat per la Unió Astronòmica Internacional el 1997.